# Se/Vieni adesso
Se/Vieni adesso è il 15º 45 giri di Paola Musiani, uscito nel 1978 per l'etichetta discografica Bella Records e distribuito dalla Fonit Cetra.

## Il disco

### Se
"Se" è un brano melodico; Ermanno Capelli (autore) è l'autore del testo, Walter Zabai della musica.
L'arrangiamento è di Romano Farinatti.

### Vieni adesso
Il lato B del 45 giri è "Vieni adesso"; testo di Ermanno Capelli (autore), musica di S.Golino - Bruno Longhi - (compositore-giornalista sportivo Mediaset).
L'arrangiamento è di Romano Farinatti; genere musicale da discoteca.
In entrambi i brani c'è la partecipazione della Sezione Archi del Teatro Regio di Torino e di Tore Melillo alle chitarre (collaboratore di Umberto Tozzi nell'album Tu - CGD 1978).

## Brani
Tutti i brani sono di Paola Musiani.
Lato A
1. Se

Lato B
1. Vieni adesso